# Pingwin Piper i jego fantastyczne, latające maszyny
Pingwin Piper i jego fantastyczne, latające maszyny – amerykański film animowany z 2008 roku.

## Fabuła
Piper jest pingwinem, który od dziecka pragnął, by wznieść się w powietrze. W końcu postawia zrealizować swoje marzenie i zbudować latającą maszynę.

## Obsada
Harry Cason – Winthrop
Peter Fernandes - Piper
Kat Cressida
Pete Zarustica